# انتفاضة الريف 1958-1959
بعد استقلال المغرب، ثار الريفيون بين 1957 -1959،  ضد سياسة التهميش والإهمال من شمال المغرب للحكومة.

## الجدول الزمني
في أكتوبر 1958، اندلعت أعمال الشغب في منطقة الريف، نتيجة تهميش المنطقة من قبل السلطة المركزية. قاد سلام أمزيان هذه الحركة. في 7 أكتوبر 1958، أصدر المتظاهرون جدولًا به قائمة مطالب من بينها «الانسحاب الفوري لجميع القوات الأجنبية من المغرب، وعودة عبد الكريم وعائلته إلى البلاد».
تصاعدت الأحداث بسرعة وبدأ استخدام السلاح من قبل المتظاهرين والجيش. تم قمع الانتفاضة بشدة من قبل الجيش، حتى باستخدام الطائرات التي يقودها الطيارون الفرنسيون. قُتل المئات واعتقل وجُرح الآلاف. قدر عبد الكريم عدد المعتقلين في أعقاب انتفاضة الريف بـ8420 معتقلًا.

## العواقب
نتيجة لذلك، غادر الكثيرون الريف متوجهين إلى أوروبا، وعادوا إلى مدن أجدادهم فقط لبناء منازل كانوا يعيشون فيها خلال الإجازات أو بعد التقاعد. أدى هذا، إلى جانب تحويل جزء كبير من الأراضي الصالحة للزراعة في المنطقة إلى زراعة القنب، إلى تدمير الاقتصاد المحلي والبيئة.[بحاجة لمصدر]

## مطالب المتمردين
في 7 أكتوبر 1958 أصدر محمد بن الحاج سلام أمزيان صحبة رفاقه ميثاقًا ثوريًا تضمن مطالب الثوار، كانت أهدافها، حسب بعض الروايات، التي وصفت التمرد ب«انتفاضة الريف الأولى»، وأنهم أعلنوا «الجمهورية المغربية الثانية» تذكيرا بجمهورية الريف الأولى، وتشكيل تنظيم مسلح يحمل اسم «جبهة النهضة الريفية». بينا تقول روايات أخرى، من بينها «جمعية ذاكرة الريف»، أن المنتفضين لم يطالبوا بالانفصال أو بحكم ذاتي بل طالبوا بإقامة إدارة جهوية تسمح للريفيين بإدارة شؤونهم بأنفسهم، إضافة إلى مطالب أخرى لخصت في 18 مطلبا وهي حسب المؤرخ دايفيد مونتكمري هارت:
- جلاء جميع القوات الأجنبية عن المغرب
- تشكيل حكومة شعبية ذات قاعدة عريضة
- حل الأحزاب السياسية وتكوين حكومة وحدة وطنية
- اختيار الموظفين المدنيين من السكان المحليين
- إطلاق سراح جميع المعتقلين السياسيين
- عودة محمد بن عبد الكريم الخطابي إلى المغرب
- ضمان عدم الانتقام من المنتفضين
- اختيار قضاة أكفاء
- إعادة هيكلة وزارة العدل
- تقديم المجرمين للعدالة
- إسناد وظيفة مهمة لريفي في الحكومة
- توسيع برنامج عملية الحرث لتشمل الريف
- تخفيض الضرائب في المغرب كله وخاصة بالريف
- خلق برنامج طموح ضد البطالة
- إحداث منح دراسية للطلبة الريفيين
- تسريع تعريب التربية في كل المغرب
- بناء مزيد من المدارس في القرى
- فتح ثانوية أو مدرسة عليا في الحسيمة